# بیمارستان تخصصی و فوق تخصصی قلب
بیمارستان تخصصی و فوق تخصصی قلب که با نام بیمارستان مدنی نیز شناخته می‌شود یک بیمارستان دولتی در شهر خرم‌آباد است. این بیمارستان پیش از انقلاب ۱۳۵۷ توسط بنیاد شمس پهلوی ساخته شد و تا سال ۱۳۶۰ بدون استفاده بود. در سال ۱۳۸۳ بیمارستان مدنی به بیمارستان تخصصی و فوق تخصصی قلب تغییر کاربری داد.